# Єзенванг
Єзенванг (нім. Jesenwang) — громада в Німеччині, розташована в землі Баварія. Підпорядковується адміністративному округу Верхня Баварія. Входить до складу району Фюрстенфельдбрук. Складова частина об'єднання громад Маммендорф.
Площа — 15,30 км2. Населення становить 1579 ос. (станом на 31 грудня 2020).

## Галерея

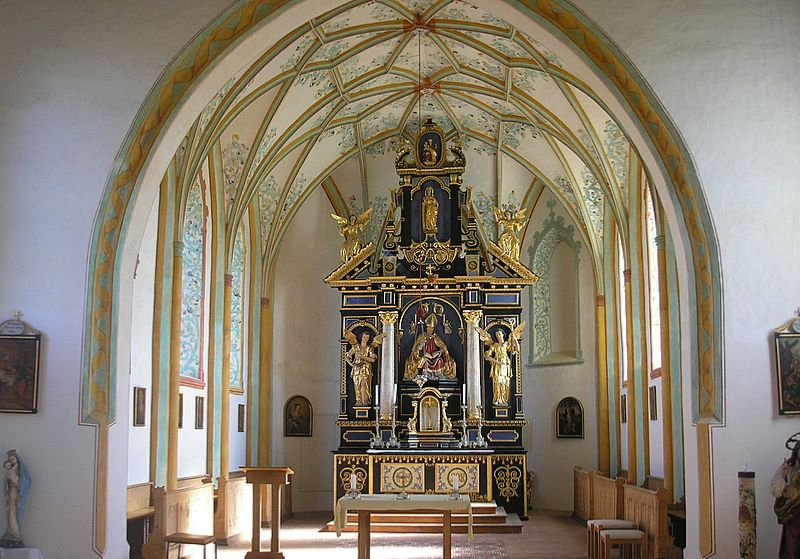